# プログレッシブ (辞典)
プログレッシブ（PROGRESSIVE）は、小学館から出版されている辞典のシリーズ名。

## 概要
プログレッシブというシリーズの名称は、英語の辞書だけではなく、ほかの外国語辞書にも使われている。とくに、「ポケットプログレッシブ」という名前は、英語などの外国語だけではなく、携帯型の日本語辞書にも使われていて、小学館の辞書におけるブランドのひとつとなっている。また、ポケットプログレッシブシリーズでは、ハローキティやピーターラビット、小学館のキャラクターでもあるドラえもんを装丁に使うなど、ほかの会社が取り込まない層へのアピールも行っている。

## 主なシリーズ一覧

### 英和・和英辞典
- 机上版
  - プログレッシブ英和中辞典 [第5版] - 2012年2月発行。ISBN 4095102055
    - [第4版] - 2002年9月発行。ISBN 4095102047
    - [第3版] - 1997年11月発行。ISBN 4095102039
    - [第2版] - 1986年10月発行。ISBN 4095102020
    - [第1版] - 1980年発行。

  - プログレッシブ和英中辞典 [第4版] - 2011年2月発行。ISBN 4095102543
    - [第3版] - 2001年10月発行。ISBN 4095102535
    - [第2版] - 1992年11月発行。ISBN 4095102527 （英和中辞典の改訂に合わせる形で一度デザインが変更されている。）
    - [第1版] - 1985年11月発行。

  - プログレッシブ 英語逆引き辞典 - 1999年6月発行。ISBN 4095101814
  - プログレッシブ 英語コロケーション辞典 - 2012年5月発行。ISBN 9784095110097
- ビジネスパーソン向け
  - プログレッシブ ビジネス英語辞典 - 2009年10月発行。ISBN 978-4095067223
- 高校生向け
  - ベーシックプログレッシブ英和・和英辞典 - 2010年10月発行。ISBN 9784095106045
  - ユースプログレッシブ英和辞典 - 2004年1月発行。ISBN 4095102438
  - ラーナーズプログレッシブ和英辞典 - 1996年11月発行。ISBN 4095102918
  - ラーナーズプログレッシブ英和辞典 - 1996年11月発行。ISBN 9784095102429
- 中学校生向け
  - プログレッシブ中学英和辞典 - 2014年2月発行。ISBN 9784095107073 ジュニアプログレッシブ英和辞典の改訂版に当たる。
  - プログレッシブ中学和英辞典 - 2014年2月発行。ISBN 9784095107578
  - プログレッシブ中学英和・和英辞典  - 2014年2月発行。ISBN 9784095107974
    - ジュニアプログレッシブ英和辞典 [第2版] - 2002年12月発行。ISBN 4095107065
    - ジュニアプログレッシブ和英辞典 [第2版] - 2002年12月発行。ISBN 4095107561
    - ジュニアプログレッシブ英和・和英辞典 [第2版] - 2002年12月発行。ISBN 4095107960
- 小型版
  - ポケットプログレッシブ英和辞典 [第3版] - 2008年1月発行。ISBN 9784095060040
  - ポケットプログレッシブ和英辞典 [第3版] - 2008年1月発行。ISBN 9784095060149
  - ポケットプログレッシブ英和・和英辞典 [第3版] - 2008年1月発行。ISBN 9784095060248
    - ハローキティを装丁に使用したハローキティ版(ISBN 9784095060859)や、同様のピーターラビット版(ISBN 9784095060880、ISBN 9784095060842)もあり、第2版には、ドラえもん版(ISBN 9784095060828)もあった。
    - 2009年には、iPhone、iPod touch用アプリとしても発売された。

  - [第2版] - 2001年2月発行。ISBN 9784095060231
  - [第1版(二色刷)] - 1997年2月発行。
  - [第1版(一色刷)] - 1995年1月発行。ISBN 9784095060217

ドラえもん版等の特殊版は多少発売時期が遅い。なお第1版より革装版が発売されている。

### 英語以外
- 机上版
  - プログレッシブ仏和辞典 [第2版] - 2008年2月発行。ISBN 978-4095152226
    - [第1版] - 1992年11月発行。

  - プログレッシブ独和辞典 [第2版] - 2004年9月発行。ISBN 409515022X
    - [第1版] - 1993年11月発行。

  - プログレッシブ中国語辞典 - 1997年10月発行。ISBN 409515621X
    - プログレッシブ中国語辞典コンパクト版が2004年10月に発売されている。単なる縮小版ではなく、CDが付属し本文レイアウトも新しくなっている等の差別化が図られている。

  - プログレッシブスペイン語辞典 [第2版] - 1999年12月発行。ISBN 4095155221
    - [第1版] - 1993年10月発行。
- 小型版
  - ポケットプログレッシブ仏和・和仏辞典 [第3版] - 2006年1月発行。ISBN 409506062X
    - [第2版] - 1998年11月発行。英和・和英辞典とは違い、当初より二色刷での発行である。
    - 第1版はポケットプログレッシブという名称ではなく「小学館ポケット仏和・和仏辞典」として1993年10月に発売となった。

  - ポケットプログレッシブ独和・和独辞典 - 2000年10月発行。ISBN 4095060719
  - ポケットプログレッシブ西和・和西辞典 - 2003年10月発行。ISBN 4095061316
  - ポケットプログレッシブ伊和・和伊辞典 - 2001年4月発行。ISBN 4095061219
    - ハローキティ版もある

  - ポケットプログレッシブ韓日・日韓辞典 - 2004年4月発行。ISBN 4095061413
    - ハローキティ版もある

  - ポケットプログレッシブ中日・日中辞典 - 2006年2月発行。ISBN 4095061510

### 日本語
- 小型版
  - ポケットプログレッシブカタカナ語辞典 [第2版]  - 2007年11月発行。ISBN 978-4095060323
  - ポケットプログレッシブ全訳古語例解辞典  - 1999年9月発行。ISBN 4095061111
  - ポケットプログレッシブ現代用語表記辞典  - 1999年7月発行。ISBN 4095061014
  - ポケットプログレッシブ国語・漢字辞典 - 1999年4月発行。ISBN 4095060913
  - ポケットプログレッシブ漢字辞典  - 1998年11月発行。ISBN 4095060514
  - ポケットプログレッシブ国語辞典  - 1997年11月発行。ISBN 4095060417